# François Moncheur
François Désiré Victor Moncheur (6 octobre 1806 au château de Rieudotte Andenne - 13 juillet 1890 au château de Namêche) est un magistrat, un homme d’affaires  et un homme politique belge membre du Parti catholique.

## Biographie
À la fin du XVIe siècle, les Moncheur (Mons, comté de Hainaut), portaient de gueules à la fasce d’argent, chargée de trois marteaux penchés en sable.
François Moncheur est le fils de Marie-Jeanne Bouverie, maîtresse de forges, et de Pierre-Philippe-Joseph Moncheur dit de Rieudotte, maître de forges et maître d'une faïencerie à Andenelle-sous-Andenne et membre des États provinciaux de Namur.
Docteur en philosophie diplômé de l’Université d'État de Louvain  (1824) et docteur en droit diplômé de l’Université d'Utrecht (1829), il est successivement avocat, juge au Tribunal de première instance de Bruxelles (1832-1835), substitut de l’auditeur général près  la Haute Cour militaire (1832-1836) et substitut du procureur du Roi près la Cour d’appel de Bruxelles.
Sur le plan des affaires, François Moncheur est notamment  administrateur  des charbonnages du Grand Bordia, Bois de Presles et Trieu des Agneaux réunis, de la société de Vezin-Aulnoye, des charbonnages, hauts fourneaux et laminoirs de l’Espérance, des fonderies d’Andenne, d’Espérance-Longdoz.
En 1844, il épouse Louise Joséphine Ghislaine dite Louisa Bauchau (1824-1883), fille de Louis Bauchau (1784-1868), maître de forges, et de Caroline de Doetinghem (1796-1883). Le couple établit sa résidence principale à Namèche, où il transforme une maison familiale en château et où naissent leurs trois premières filles. Ils sont les parents de l'ambassadeur et ministre-plénipotentiaire Ludovic Moncheur, cadet de la fratrie.
Commandeur de l’Ordre de Léopold, grand cordon de l’Ordre de Sainte-Anne de Russie,  il obtient de Léopold II concession de noblesse et du titre de baron transmissible à tous ses descendants (1881). Les armes enregistrées à cette occasion se blasonnent: de gueules à la fasce d’argent chargée de trois marteaux (penchés) de sable ; les marteaux penchés faisant référence à ses aïeux, maîtres de forges. La devise est « Honor et Labor ».

## Carrière politique
Parallèlement à sa carrière de magistrat et d’administrateur de sociétés, François Moncheur mène une carrière politique du côté des forces catholiques. D’abord sur le plan provincial (Conseil et Députation permanente, de 1836-1848), puis sur le plan national (Chambre des représentants, de 1848 à 1880).
En sa qualité de ministre des Travaux publics (1871-1873) dans le premier cabinet Malou, il obtient – situation assez exceptionnelle dans les annales du réseau ferroviaire belge – un arrêt de train personnel à la porte de son château situé le long de la ligne Namur-Liège.